# Border Community
Border Community est un label anglais de musique électronique créé en 2003 par le DJ et producteur James Holden.

## Historique
James Holden lance Border Community en 2003, dans l'espoir de gagner en liberté pour ses propres productions ainsi que de servir de plateforme de lancement pour ses amis compositeurs. Le label devient vite culte pour beaucoup grâce à plusieurs sorties devenues des classiques. Four Tet reconnaîtra en 2010 qu'il constitue une influence majeure pour son album There Is Love in You.

## Artistes et disques marquants
Holden inaugure lui-même son label avec son EP A Break In The Clouds, qui fixe d'entrée la ligne de conduite libre et travaillée des sorties à venir. Suivent les deux premiers EPs de Nathan Fake, Outhouse puis surtout The Sky Was Pink, qui contient le célèbre remix de Holden lui-même.
En 2005 le duo allemand Extrawelt publie ensuite son premier single Soopertrack / Zu Fuss, puis c'est au tour du canadien Fairmont, signé jusqu'ici sur le label Traum Schallplatten, qui délivre le sautillant Gazebo / Gazelle. Nathan Fake sort l'année suivante son premier album long, Drowning In A Sea Of Love, qui est aussi le premier LP du label. Quelques mois plus tard suit celui de James Holden The Idiots Are Winning.
En 2008 Border Community signe avec Luke Abbott et Wesley Matsell, qui deviendront des proches de Holden. Par la suite le label tourne principalement autour de ses artistes phares, jusqu'aux Steam Days de Nathan Fake en 2012, The Inheritors de James Holden l'année suivante et en 2014 Wysing Forest de Luke Abbott.

## Discographie
- 01BC - Holden - A Break In The Clouds (12")
- 02BC - Nathan Fake - Outhouse (12")
- 03BC - The MFA - The Difference It Makes (12")
- 04BC - Avus - Real (12")
- 05BC - Petter - Six Songs EP (12")
- 06BC - Nathan Fake - The Sky Was Pink (12")
- 07BC - Dextro - Do You Need Help (12")
- 08BC - Extrawelt - Soopertrack / Zu Fuss (12")
- 09BC - Fairmont - Gazebo / Gazelle (12")
- 10BCCD - Nathan Fake - Drowning In A Sea Of Love (CD, Album)
- 10BCR - Nathan Fake - Drowning In A Sea Of Remixes (12")
- 10BCX - Nathan Fake - Silent Night (12")
- 11BC - Lazy Fat People - Big City / Dark Water (12")
- 12BC - Petter - Some Polyphony (12")
- 14BC - Holden - The Idiots Are Winning (CD, Album)
- 15BC - Misstress Barbara - Barcelona (12")
- 16BC - Avus - Furry Hat / Spnkr (12")
- 17BC - Nathan Fake - You Are Here (12")
- 18BC - Ricardo Tobar - El Sunset (12")
- 19BC - Fairmont - Flight Of The Albatross (12")
- 20BC - Fairmont - Coloured In Memory (CD/2x12", Album)
- 21BC - Luke Abbott - Tuesday EP (12")
- 22BC - Wesley Matsell - Bernwerk (12")
- 23BC - Ricardo Tobar - Boy Love Girl EP (12")
- 24BC - Fairmont - I Need Medicine (12")
- 25BCCD - Nathan Fake - Hard Islands (CD, EP)
- 26BC - The MFA - Throw It Back (We Will Destroy) (12")
- 27BC - Luke Abbott - Whitebox Stereo (12")
- 28BC - Avus - Poppy EP (12")
- 29BC - Margot - France 2 EP (12")
- 30BCCD - Luke Abbott - Holkham Drones" (CD, Album)
- 31BC - Luke Abbott - Trans Forest Alignment (12")
- 32BC - Fairmont - Velora EP (12")
- 33BCCD - Kate Wax - Dust Collision (CD, Album)
- 33BCE - Kate Wax - The Holden Edits (12")
- 34BC - Luke Abbott - Brazil (12")
- 35BC - Kate Wax - Dust Collision (12")
- 36BC - Nathan Fake - Steam Days (12")
- 37BC - Nathan Fake - Iceni Strings EP (12")
- 38BC - Nathan Fake - Paean (10")
- 39BC - Holden - The Illuminations (12")
- 40BCCD - Holden - The Inheritors (CD, Album)
- 41BC - Holden - Gone Feral (12")
- 42BC - Holden - Circle Of Fifths (12")
- 43BC - Holden - Renata Remixes (12")
- 44BC - Wesley Matsell - Total Order Of Being (12")
- 45BCCD - Luke Abbott - Wysing Forest (CD, Album)
- 46BC - Maleem Mahmoud Ghania / Floating Points / Holden - Marhaba (12")
- 47BCD - RocketNumberNine	- Two Ways (12")
- 48BC - James Holden & Camilo Tirado / Luke Abbott - Outdoor Museum Of Fractals / 555Hz (CD, Album)
- 49BCD - James Holden - A Cambodian Spring OST (CD, Album)
- 50BCCD - James Holden & The Animal Spirits - The Animal Spirits (CD, Album)
- 51BC - James Holden + Maalem Houssam Guinia - Three Live Takes (12")
- 52BCCD - Leafcutter John - Yes! Come Parade With Us (CD, Album)
- 53BC - Holden & Zimpel - Long Weekend EP (12")
- 55BCCD - Luke Abbott - Translate (CD, Album)
- 56BCCD - James Holden - Imagine This Is A High Dimensional Space Of All Possibilities (CD, Album)